# سايكي-كو (هيروشيما)
سايكي-كو هي مدينة تقع في محافظة هيروشيما، اليابان. تبلغ مساحة هذه المدينة 224.36 (كم²)، ويبلغ عدد سكانها 134,982 نسمة حسب إحصاء سنة 2012 م.